# Takako Saitō
Takako Saitō (斉藤 陽子, Saitō Takako) est une artiste japonaise née le 18 février 1929 à Sabae-Shi (ville du Japon située dans la préfecture de Fukui).

## Biographie
De 1947 à 1950, Takako Saitō suit des études de psychologie de l'enfant à la Japan Women's University of Tokyo tout en appartenant au Creative Art Education, un mouvement artistique créé en 1952 par Sadajiro Kubo qui prône la libre expression du jeu sous toutes ses formes. C'est par le biais d'événements organisés par le groupe que Takako Saitō est amenée à faire la connaissance de Ay-o, artiste engagé dans plusieurs groupes d'avant-garde japonaise, affilié à Fluxus, qui quittera le Japon pour New York en 1958, et qu'elle rejoindra là-bas quelques mois plus tard. En 1964 Takako Saitō est remarquée par George Maciunas, fondateur et organisateur du mouvement Fluxus ; connu également pour être un admirateur et collectionneur d'art japonais, il est séduit par son travail autour du jeu, dont les enjeux sont en totale adéquation avec les objectifs du mouvement. Aussi lui demande-t-il de participer à la conception/création des Fluxbox. Commence alors une période d'étroite collaboration entre Takako Saitō et Fluxus qui durera jusqu'à la mort de Maciunas en 1978. En plus de créer des Fluxbox et d'aider à l'élaboration de celles de beaucoup d'autres artistes du mouvement, Takako Saitō s'adonne à des performances dans le Fluxshop situé sur Canal Street à SoHo, y produit des œuvres et collabore sur de nombreux projets d'artistes comme Yoko Ono.
En 1968, Takako Saitō quitte New York pour la France où elle travaille quelques années avec George Brecht et Robert Filliou, puis part pour l'Angleterre de 1972 à 1979. C'est au cours de cette période que Takako Saitō publie ses premiers livres d'artiste, aux éditions Beau Geste.
Takako Saitō arrive en Allemagne en 1980. Elle y est professeur à l'Université de Essen pendant quatre ans, puis part pour Dusseldorf où elle réside et enseigne encore aujourd'hui. Une exposition lui est d'ailleurs consacrée dans la ville en 1988 au Musée de la ville.
Nombre d'historiens de l'art travaillant sur Fluxus s'accordent à dire que le travail de Takako Saitō autour du jeu a eu une réelle incidence sur l'orientation de Fluxus à compter du milieu des années 1960. Si le groupe dès son origine avait un fort attrait pour le divertissement et le jeu, Takako Saitō a très largement participé à la revalorisation de l'aspect ludique des travaux Fluxus.
Ses productions Fluxus sont présentes dans Fluxus1 (1964) ainsi que dans le Fluxcabinet (1977).
Elle participe en 1992 à l'exposition De Bonnard à Baselitz — Dix ans d'enrichissements du cabinet des estampes 1978-1988 à la Bibliothèque nationale de Paris.

## Jeux d'échecs
Elle est peut-être mieux connue pour les différents jeux d'échecs spéciaux qu'elle a créés au fil des ans. Ceux-ci étaient souvent inclus dans les Flux Box à partir de 1964, parfois sous une forme non créditée, et faisaient partie d'une série Fluxus de variantes de jeu d'échecs.
George Maciunas était fasciné par l'artisanat japonais et possédait quelques boîtes japonaises. Il a associé ce savoir-faire à la culture japonaise, et lorsqu'il a commencé à travailler avec Saitō, il a été tellement impressionné par son savoir-faire, malgré ses compétences autodidactes, qu'il lui a demandé de lui fournir une série de jeux d'échecs perturbés à vendre dans son nouveau Boutique Flux sur Canal Street à Soho. Maciunas était tellement enchanté par Spice Chess en particulier qu'il « s'en est même attribué le mérite à l'occasion »,. Smell Chess était l'un des nombreux ensembles de Saitō qui utilisaient des flacons identiques comme pièces d'échecs, obligeant les utilisateurs à identifier les pièces par le contenu du flacon, identifiable par l'odorat plutôt que par la vue. Ceux-ci ont été initialement produits dans le cadre d'un Fluxkit en 1965.
Alors que beaucoup ont noté la l'intérêt de Duchamp pour les échecs, l'historienne de l'art Claudia Mensch souligne que de nombreux ensembles Fluxchess nient la dynamique sociale des échecs (gagner ou perdre pour jeu à somme nulle) dans laquelle Duchamp était engagé, et renversent ainsi les « métaphores masculines de la guerre froide » des échecs. Dans le cas de Saitō, elle soutient que cela est accompli en réorientant l'expérience des échecs pour combiner l'analytique et le sensoriel.
L'historienne de l'art Natasha Lushetich développe cette notion en soulignant qu'une fois plusieurs flacons ouverts, « leurs odeurs fusionnent et restent dans l'air, créant un continuum indifférencié qui rend presque impossible pour les joueurs d'identifier les pièces, et encore moins décider de la position qu'ils devraient occuper sur l'échiquier. ». Pour Lushetich, l’effet est de temporaliser l’expérience du jeu d’échecs et de renforcer le sens matériel de l’ensemble physique ainsi que l’action du jeu. Ce faisant, elle soutient que les joueurs modifient leurs stratégies et leurs objectifs de jeu, modifiant ainsi la nature de l'interaction sociale réalisée à travers le jeu.
Outre Spice Chess, Saitō a produit de nombreux autres jeux d'échecs qui bouleversent les règles de jeu habituelles, notamment les suivantes :
- Nut & Bolt Chess (1964)[8]
- Grinder Chess (1965)[8]
- Sound Chess (1965)[8]
- Weight Chess (1965)[8]
- Smell Chess (1965)[8]
- Liquor Chess (1975)[9]
- Book Chess (1980s)[8]
- Spielkopf 12 (1987)[9]
- Bauhaus Chess B (1989)[9]
- Spiral Schach [weiß] (1989)[9]
- Hut Schachspeil C (1999)[9]
- Chess for Rats and Squirrels (2012)[9],[10]

## Prix et distinctions
- 2000 : Kunstpreis der Künstler, Düsseldorf

## Expositions personnelles
- Galerie La Fenêtre, Nice, 1972[11]
- Galleria Multipla, Milan, 1975 et 1976[11]
- Other Books & So, De Appel, Amsterdam, 1978[11]
- Université de la Ruhr, Essen, Allemagne, 1980[11]
- Objetkte, Bücher, Schachspiele, Galerie d'art moderne, Vienne, 1981[11]
- Bücherausstelling, Galerie M. + R. Fricke, Düsseldorf, Allemagne, 1984[11]
- Takako Saito – performance, books and book objects, Galerie Hundertmark, Cologne, Germany, 1986[11]
- Takako Saito : Eine Japanerin in Düsseldorf, Objekte, Stadtmuseum, Düsseldorf, 1988[11]
- Games, The Emily Harvey Gallery, NY, 1990[11]
- 0 + 0 + (-1) = my work, Fondazione Mudima, Milan, 1993[11]
- Takako’s You and me shop, music shop, newspaper stand, FLUX scoops shop, Galeria Lara Vincy, Paris, 2003, 2009, 2010[11]
- Takako Saito – Viel Vergnügen, Kunsthalle Brême, 2004[11]
- Game Fashion Show, Museo d'Arte Contemporanea di Villa Croce, Gênes, 2006[11]
- Bücher, Objekte, Schachspiele, Kleiner Raum Clasing & Galerie Etage, Münster, Allemagne, 2007[11]
- Les jeux de 1988–1994 + x, Galerie Lara Vincy, Paris, France, 2009[11]
- Les Jeux de 1988–1994 / Les Jeux de 2004-2009 + Toi et Moi, Galerie Lara Vincy, Paris, France, 2010[11]
- Play and Connect, Galerie van Gelder / AP, Amsterdam, NL, 2015-16[12]
- You + Me, Kelter-Kabinett / Staatliches Museum, Schwerin, Germany, 2016[11]
- Takako Saito : der Himmel klingelt, Buchgalerie Mergemeier, Düsseldorf, 2016[11]
- Takako Saito: You + Me, Museum für Gegenwartskunst, Siegen, 2017[11]
- Takako Saito, CAPC musée d'art contemporain de Bordeaux, 2019[11]